# Los Gallineros
Los Gallineros är en ort i Mexiko.   Den ligger i kommunen Cotija och delstaten Michoacán de Ocampo, i den södra delen av landet, 400 km väster om huvudstaden Mexico City. Los Gallineros ligger 1 919 meter över havet och antalet invånare är 305.
Terrängen runt Los Gallineros är huvudsakligen kuperad, men åt nordost är den bergig. Runt Los Gallineros är det glesbefolkat, med 20 invånare per kvadratkilometer. Närmaste större samhälle är Cotija de la Paz, 14,3 km norr om Los Gallineros. I omgivningarna runt Los Gallineros växer huvudsakligen savannskog.